# ابوظبی امیری فلایت
ابوظبی امیری فلایت (به انگلیسی: Abu Dhabi Amiri Flight) یک شرکت هواپیمایی با کد یاتا MO است.
دفتر مرکزی ابوظبی امیری فلایت در ابوظبی، امارات متحده عربی واقع شده‌است و قطب این شرکت هواپیمایی در فرودگاه بین‌المللی ابوظبی قرار دارد.

## ناوگان هوایی

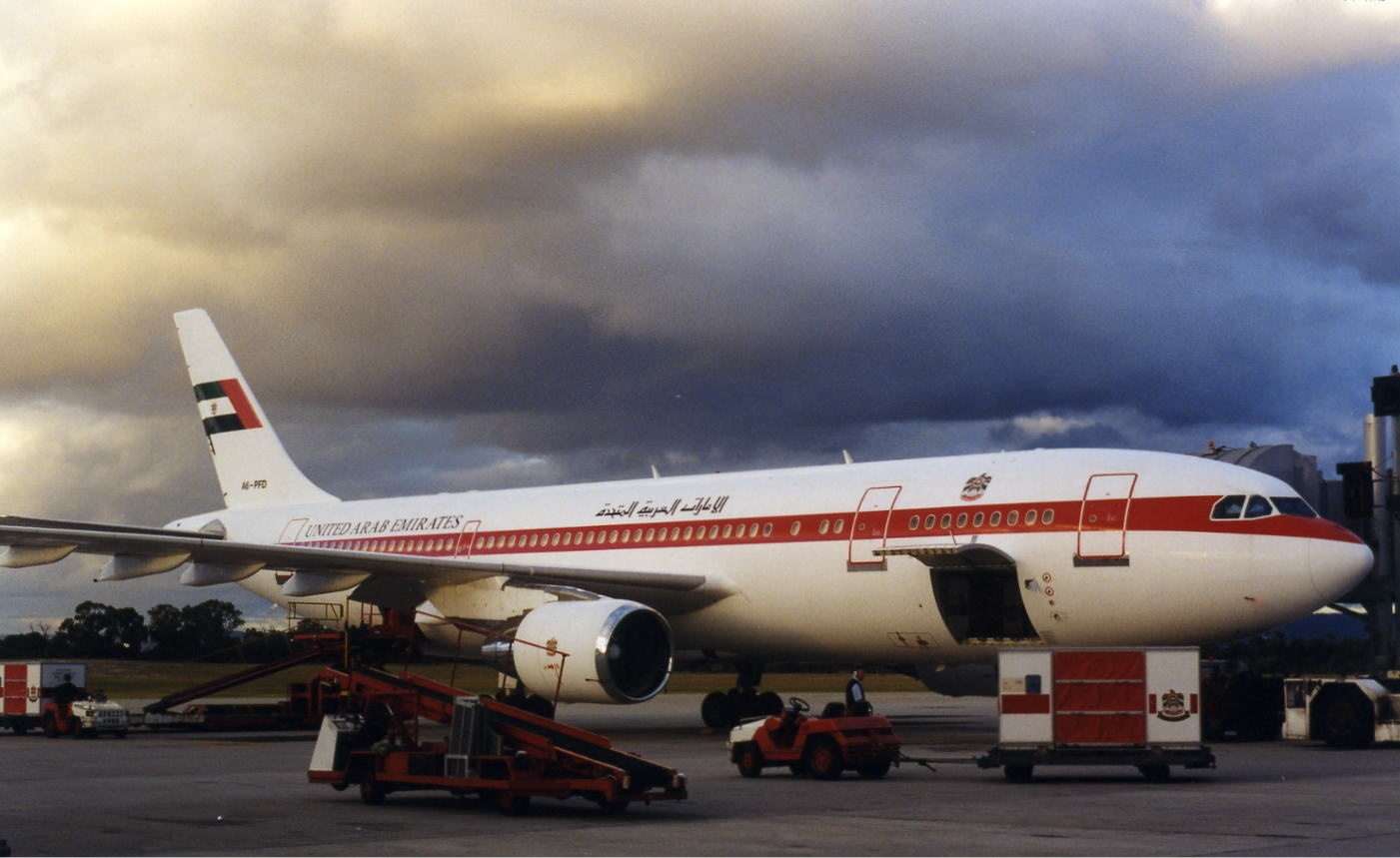
یک فروند ایرباس آ۳۰۰ ابوظبی امیری فلایت در فرودگاه پرث، استرالیا در دههٔ ۹۰ میلادی.

ناوگان هوایی ابوظبی امیری فلایت به شرح زیر است (ژانویه ۲۰۱۶):